# New Vineyard
New Vineyard ist eine Town im Franklin County des Bundesstaates Maine in den Vereinigten Staaten. Im Jahr 2020 lebten dort 721 Einwohner in 472 Haushalten auf einer Fläche von 93,81 km².

## Geografie
Nach dem United States Census Bureau hat New Vineyard eine Gesamtfläche von 93,81 km², von denen 92,57 km² Land sind und 1,24 km² aus Gewässern bestehen.

### Geografische Lage
New Vineyard liegt im Südosten des Franklin Countys. Im Norden und Osten grenzt das Somerset County an. Im Westen ragt der Porter Lake auf das Gebiet der Town. Kleinere Seen auf dem Gebiet der Town sind der Bauds Pond, Mill Pond und Lily Pond. Die Oberfläche ist hügelig, die höchste Erhebung ist der 638 m hohe Griffin Mountain.

### Nachbargemeinden
Alle Entfernungen sind als Luftlinien zwischen den offiziellen Koordinaten der Orte aus der Volkszählung 2010 angegeben.
- Norden: New Portland, Somerset County, 5,6 km
- Nordosten: Anson, Somerset County, 16,0 km
- Südosten: Industry, 7,1 km
- Süden: Farmington, 6,1 km
- Westen: Strong, 11,0 km

### Stadtgliederung
In New Vineyard gibt es mehrere Siedlungsgebiete: New Vineyard (Luce’s Mills, Stewart’s Mills, Vaughn’s Mills), Pratt’s Corner (ehemaliger Standort eines Postamtes) sowie West New Vineyard (ehemaliger Standort eines Postamtes).

### Klima
Die mittlere Durchschnittstemperatur in New Vineyard liegt zwischen −10,0 °C (14 °Fahrenheit) im Januar und 18,3 °C (65 °Fahrenheit) im Juli. Damit ist der Ort gegenüber dem langjährigen Mittel der USA um etwa 9 Grad kühler. Die Schneefälle zwischen Oktober und Mai liegen mit bis zu zweieinhalb Metern mehr als doppelt so hoch wie die mittlere Schneehöhe in den USA; die tägliche Sonnenscheindauer liegt am unteren Rand des Wertespektrums der USA.

## Geschichte
Das Gebiet von New Vineyard wurde durch eine Gruppe von Personen aus Massachusetts gekauft, denen auch die Insel Martha’s Vineyard gehörte. Auch in der Organisation einer Plantation trug das Gebiet bereits den Namen New Vineyard. Besiedelt wurde das Gebiet ab 1791 durch Daniel Collins und Abner Norton, die mit ihren Familien dorthin zogen. Die Town wurde im Jahr 1802 gegründet.

### Einwohnerentwicklung
| Volkszählungsergebnisse – Town of New Vineyard, Maine | Volkszählungsergebnisse – Town of New Vineyard, Maine | Volkszählungsergebnisse – Town of New Vineyard, Maine | Volkszählungsergebnisse – Town of New Vineyard, Maine | Volkszählungsergebnisse – Town of New Vineyard, Maine | Volkszählungsergebnisse – Town of New Vineyard, Maine | Volkszählungsergebnisse – Town of New Vineyard, Maine | Volkszählungsergebnisse – Town of New Vineyard, Maine | Volkszählungsergebnisse – Town of New Vineyard, Maine | Volkszählungsergebnisse – Town of New Vineyard, Maine | Volkszählungsergebnisse – Town of New Vineyard, Maine |
| Jahr                                                  | 1800                                                  | 1810                                                  | 1820                                                  | 1830                                                  | 1840                                                  | 1850                                                  | 1860                                                  | 1870                                                  | 1880                                                  | 1890                                                  |
| ----------------------------------------------------- | ----------------------------------------------------- | ----------------------------------------------------- | ----------------------------------------------------- | ----------------------------------------------------- | ----------------------------------------------------- | ----------------------------------------------------- | ----------------------------------------------------- | ----------------------------------------------------- | ----------------------------------------------------- | ----------------------------------------------------- |
| Einwohner                                             | 336                                                   | 484                                                   | 591                                                   | 869                                                   | 927                                                   | 635                                                   | 864                                                   | 755                                                   | 788                                                   | 660                                                   |
| Jahr                                                  | 1900                                                  | 1910                                                  | 1920                                                  | 1930                                                  | 1940                                                  | 1950                                                  | 1960                                                  | 1970                                                  | 1980                                                  | 1990                                                  |
| Einwohner                                             | 584                                                   | 543                                                   | 471                                                   | 447                                                   | 486                                                   | 447                                                   | 357                                                   | 444                                                   | 607                                                   | 661                                                   |
| Jahr                                                  | 2000                                                  | 2010                                                  | 2020                                                  | 2030                                                  | 2040                                                  | 2050                                                  | 2060                                                  | 2070                                                  | 2080                                                  | 2090                                                  |
| Einwohner                                             | 725                                                   | 757                                                   | 721                                                   |                                                       |                                                       |                                                       |                                                       |                                                       |                                                       |                                                       |

## Wirtschaft und Infrastruktur

### Verkehr
Die Maine State Route 27 verläuft in nordsüdlicher Richtung durch das Gebiet der Town. In westlicher Richtung zweigt in Höhe des Porter Lakes die Maine State Route 234 ab und etwas weiter nördlich dann auch in östlicher Richtung.

### Öffentliche Einrichtungen
In New Vineyard gibt es keine medizinischen Einrichtungen. Die nächstgelegenen befinden sich in Farmington und Madison.
New Vineyard besitzt eine eigene Bücherei. Die New Vineyard Public Library  befindet sich an der Lake Street.

### Bildung
New Vineyard gehört mit Chesterville, Farmington, Industry, New Sharon, Starks, Temple, Vienna, Weld und Wilton zum Maine School Administrative District 9, dem Mt. Blue Regional School District.
Im Schulbezirk werden folgende Schulen angeboten:
- Gerald D. Cushing School in Wilton (Schulklassen Pre-K bis 1)
- Academy Hill School in Wilton (Schulklassen 2 bis 5)
- Cape Cod Hill School in New Sharon (Schulklassen Pre-K bis 5)
- W.G. Mallett School in Farmington (Schulklassen Pre-K bis 2)
- Cascade Brook School in Farmington (Schulklassen 3 bis 5)
- Mt. Blue High School in Farmington
- Mt. Blue Middle School in Farmington